# Résidence de tourisme
Ne doit pas être confondu avec Village de vacances.

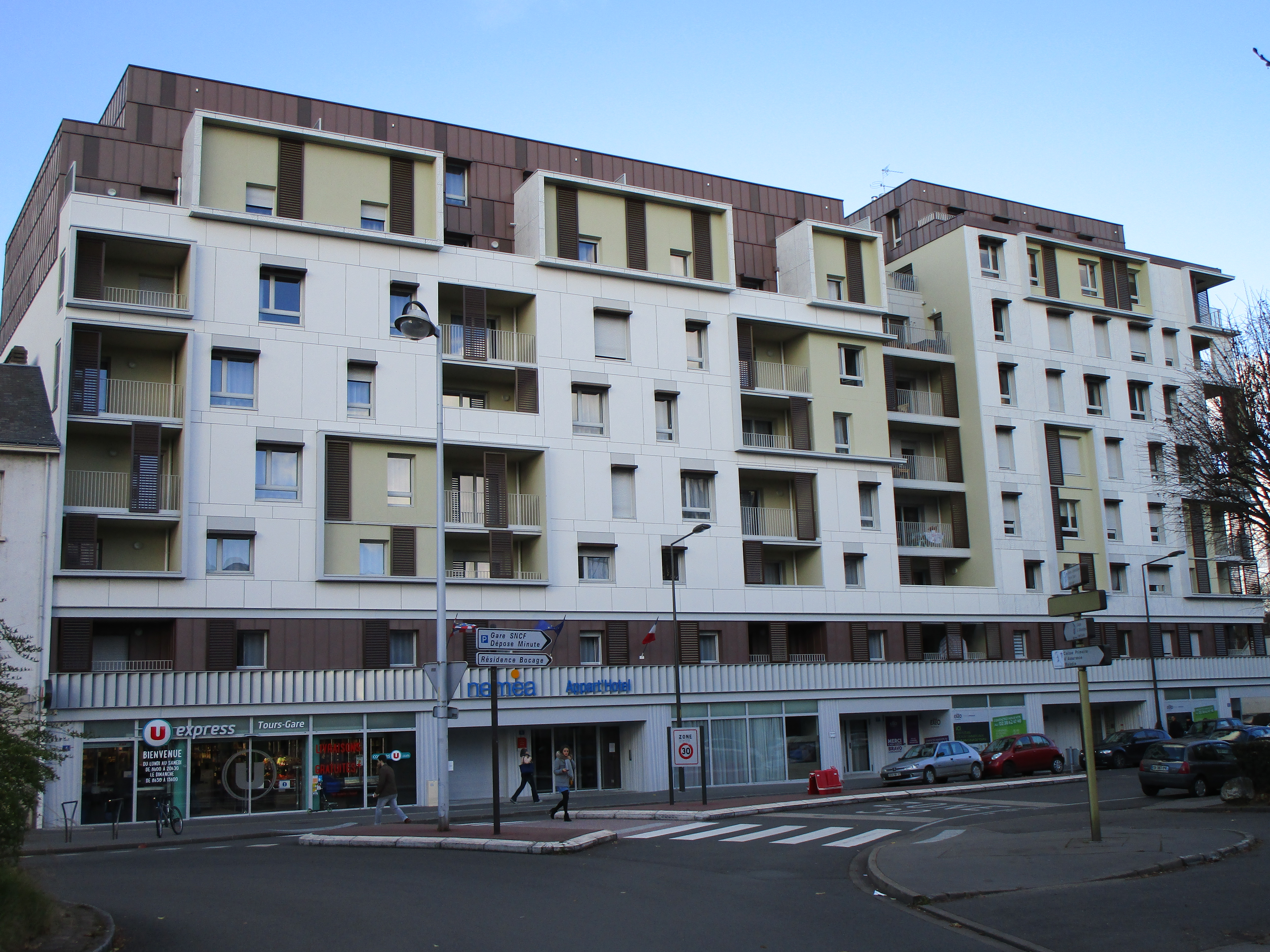
Résidence de tourisme du quartier La Fuye-Velpeau, à Tours en France.

Une résidence de tourisme, qui peut également porter les noms de résidence hôtelière, résidence de vacances, village résidentiel de tourisme ou encore appart-hôtel, est un type d'hébergement touristique, dont la taille peut être variable. Il s'agit d'un logement « prêt-à-vivre » à louer par une clientèle touristique tant de loisirs que d'affaires.

## Prestations et équipements
Les résidences de tourisme ne doivent pas être confondues avec les villages de vacances ou les hôtels. La différence se situe au niveau des services proposés, qui, en France, sont plus nombreux et variés dans l'hôtellerie. Par ailleurs, les logements des résidences de tourisme doivent être dotés d'un espace cuisine, d'une cuisinette et de sanitaires privés.
La résidence de tourisme peut combiner le confort d’un appartement ou d'une maisonnette avec les services d’un hôtel. Ces prestations peuvent être comprises ou optionnelles. Les appartements prêts-à-vivre sont équipés d’une partie cuisine ou cuisinette, d’une salle de bains, et de couchages. En fonction de leur classement, ils peuvent être équipés de télévision avec satellite ou câble, de connexion Wi-Fi, de lave-vaisselle ou d'une machine à laver.

## Classements
Selon les pays, les résidences de tourisme peuvent obtenir, des autorités d'État, un classement généralement en étoiles.
En l'absence de législation dans certains pays et de standardisation internationale, certains organismes ont créé leur propre système de classement (épis, clé vacance, Lutins, Tridents…)

## Exemples internationaux

### En France

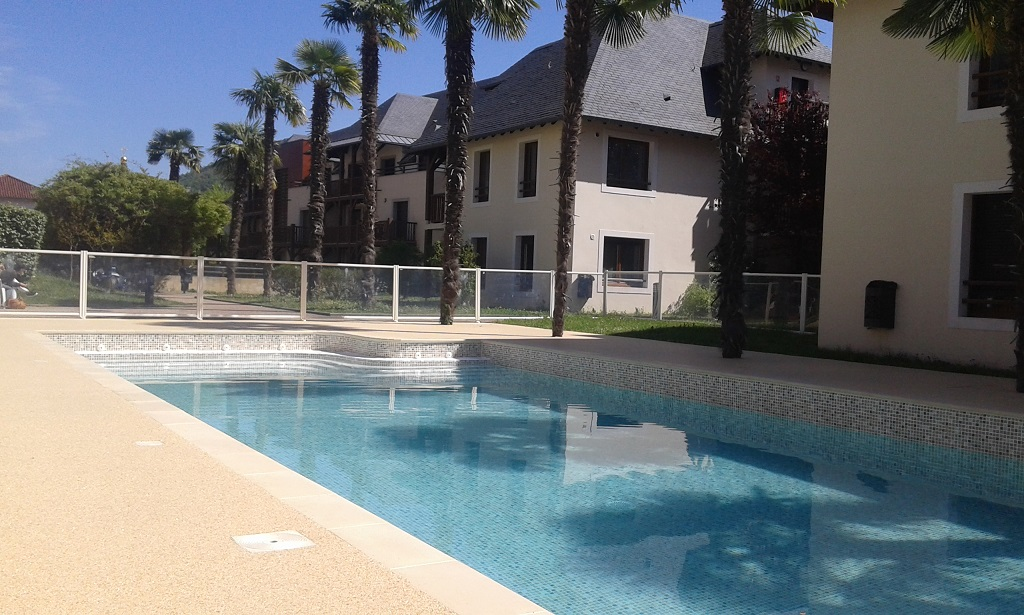
Une résidence de tourisme à Lourdes

L'appellation « résidence » couvre plusieurs types d'organisation : un bâtiment composé de plusieurs logements, plusieurs bâtiments ou un ensemble de logements individualisés répartis en village (villages résidentiels de tourisme). Ces résidences peuvent appartenir à un propriétaire institutionnel ou à un ensemble de propriétaires sous forme de copropriété liée à l'exploitant par un bail commercial.
Les promoteurs de projets de résidence de tourisme proposent aux particuliers d’acquérir un ou plusieurs logements dans leur résidence. Le particulier peut l'utiliser en résidence secondaire et/ou le confier à l'agence immobilière du promoteur pour le mettre en location et le rentabiliser.

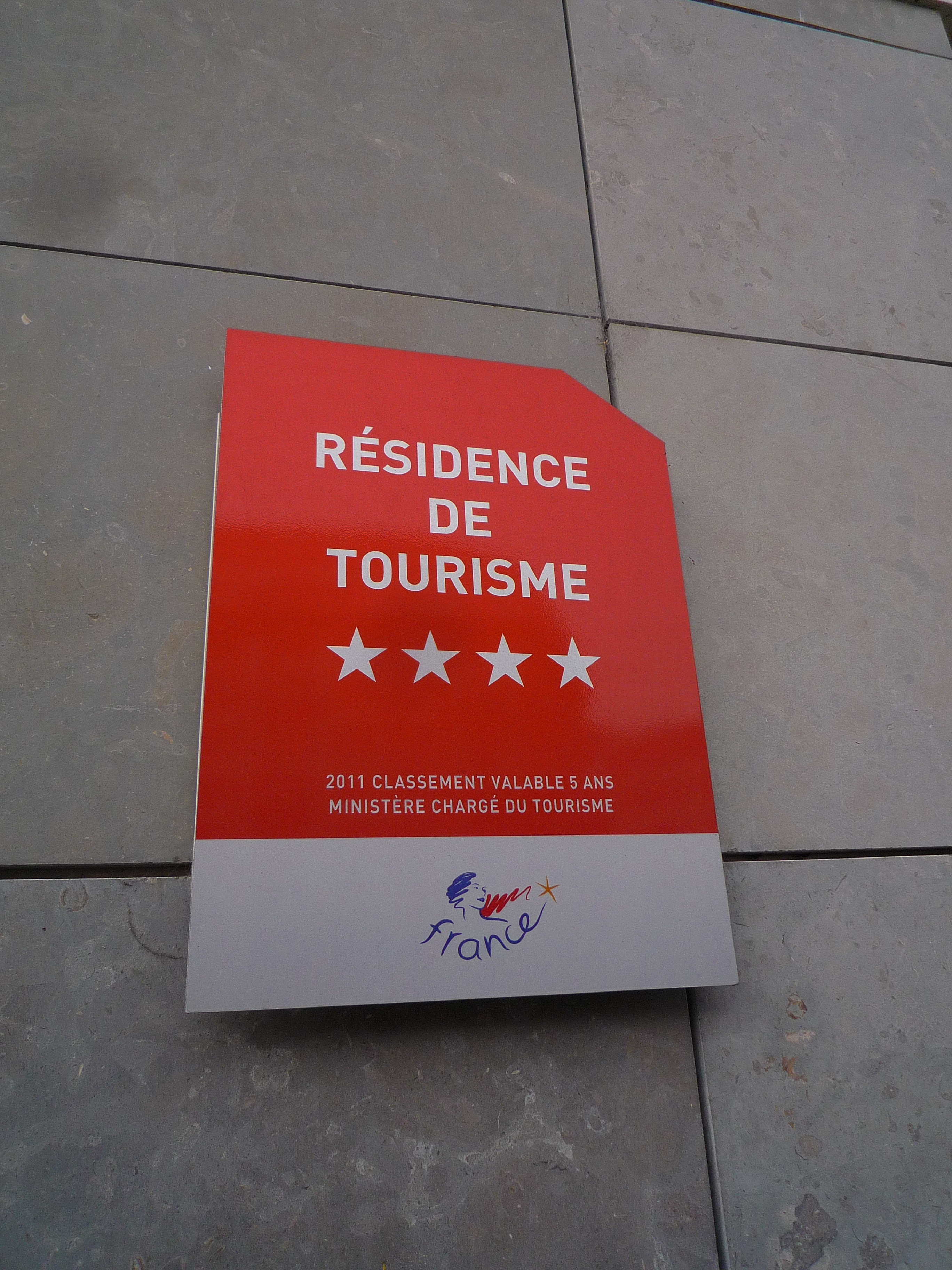
La signalétique des résidences de tourisme en France.

En France, une résidence de tourisme est un « établissement commercial d'hébergement classé, faisant l'objet d'une exploitation permanente ou saisonnière », mais où les occupants ne peuvent élire domicile, et possédant « un minimum d'équipement et de services communs », la structure étant gérée soit par une personne physique, soit une personne morale,.
En 2007, la France comptait 1 487 résidences (soit 120 737 logements pour une capacité de 513 120 lits), dont 57 % classées. Le syndicat national des résidences de tourisme (SNRT) réunissait 55 % d'entre elles.
En 2007, 10 % des résidences de tourisme se trouvaient en milieu urbain, 38 % en secteur de montagne et 44 % sur le littoral. 11 millions de touristes ont opté pour ce type d'hébergement et 26 % d'entre eux étaient originaires d'un autre pays.
En 2013, selon l'agence Atout France, le nombre de résidences classées est de 1 197.
Quelques enseignes de résidences de tourisme sur le marché français :  Belambra Clubs ; Center Parcs ; Club Méditerranée ; Groupe Lagrange ; Odalys Vacances ; Pierre & Vacances ; Adagio City Aparthotel, etc.
Les résidences de tourisme peuvent faire l'objet d'un classement avec des indices allant de 1 à 5 étoiles, selon le code du tourisme (Tableau de classement des résidences de tourisme).

### Au Maroc
Les résidences touristiques (résidences hôtelières et résidences immobilières de promotion touristique) proposent des logements meublés et dotés d'une cuisine, ils peuvent être isolés ou groupés. Du personnel qualifié assure l’entretien des chambres, la salle de bain doit être pourvue d’un linge de toilette complet. La superficie minimale des appartements doit être de 30 m2 en 3e catégorie, de 35 m2 en 2e catégorie, et de 40 m2 en 1re catégorie. Le restaurant n'est pas obligatoire, mais en 1re catégorie un snack-bar (ou une cafétéria) doit être prévu. Les résidences doivent pouvoir offrir une piscine, des jeux d'enfants, des terrains de sport et des jeux de société,.

### Au Québec
Les « résidences de tourisme » forment une catégorie d'établissements d'hébergement touristique. Les résidences de tourisme au Québec sont définies comme des structures d'accueil offrant « l'hébergement en appartements, maisons ou chalets meublés, incluant un service d'auto cuisine ». La loi sur les établissements d'hébergement touristique oblige chaque propriétaire à avoir une attestation de classification pour son établissement. La classification pour ce type d'hébergements se décline de 1 à 5 étoiles,.